# Pandorum
A Pandorum 2009-ben bemutatott brit–német sci-fi-horrorfilm, melyet Christian Alvart rendezett. A forgatókönyvet saját és Alvart ötletéből Travis Milloy írta, a film egyik producere Paul W. S. Anderson volt. A főbb szerepekben Dennis Quaid és Ben Foster látható.
Az Amerikai Egyesült Államokban 2009. szeptember 25-én, az Egyesült Királyságban október 2-án mutatták be a mozikban. Magyarországon 2010. március 11-én jelent meg a Fórum Hungary forgalmazásában. A film bevételi és kritikai szempontból is bukásnak bizonyult.

## Cselekmény
A Föld túlnépesedése kimeríti a bolygó erőforrásait, ezért az emberiség egy csillagközi utazásra tervezett, Elysium nevű űrhajót épít. Fedélzetén 60 ezer ember indul egy 123 évig tartó útra a világűrben, úticéljuk a Földhöz hasonló Tanis bolygó. Az utazók hibernált állapotban vannak, a legénység pedig kétévente váltja egymást, ellátva az űrhajó karbantartási feladatait.
Meghatározhatatlan idő múltán a legénység két tagja, Bower tizedes és Payton hadnagy felébred a mélyálomból – a nem megfelelő ébredési körülmények miatt részleges amnéziával és egy pandorumnak nevezett, pszichózist okozó űrbéli betegség tüneteivel, melyet súlyos érzelmi stressz vált ki. Az űrhajó energiaellátása az instabillá vált nukleáris reaktor miatt ingadozik, de az űrhajósok képtelenek kijutni a helyiségből. Bower a szellőzőjáratokon át keres kiutat.
Felfedez egy megcsonkított holttestet, majd kiszabadít egy csapdába esett, Shepard nevű szerelőt. Ő zavartan viselkedik és nem hajlandó követni felettese utasításait. Olajjal keni be a testét, így álcázva magát, mivel valami fenyegető dolog elől menekül. Csakhamar humanoid kannibál lények veszik üldözőbe őket, Shepard áldozatul esik, ám Bower el tud rejtőzni előlük. Felfedezőútja során két társa is akad, bár eleinte mindketten ellenségesen fogadják: a tudós Nadia és az angolul nem beszélő farmer, Manh. Együtt menekülve a lények elől eljutnak egy elbarikádozott részhez, ahol egy Leland nevű szakács rejtőzködik. Leland már évek óta ébren van, elméje megbomlott és részben kannibalizmussal maradt életben. Eközben Payton tartózkodási helyén felbukkan Gallo tizedes és azt állítja, az űrhajó eltévedt a világűrben. A tizedes önvédelemből végzett pandorumban szenvedő, agresszív társaival.
Leland megvendégeli látogatóit és falfestményeken keresztül elmeséli nekik a korábban történteket: az Elysium indulása után a Föld ismeretlen okból megsemmisült. Gallo megőrült, lemészárolta társait és pandorumot idézett elő a többi utazóban. Kialakított belőlük egy vad, törzsi jellegű társadalmat, majd visszatért a mélyálomba. A mesterséges enzim, melyet eredetileg a telepesek tanisi élethez való alkalmazkodásához alkottak meg, az utazókat az évszázadok alatt kannibál mutánsokká formálta át, melyek az űrhajóban való élethez idomultak. Leland elkábítja és fel akarja falni Bower csapatát, de ő meggyőzi, hogy a reaktort helyre kell állítani, különben az egész űrhajó elpusztul.
A reaktor keresése közben Bower azt reméli, rátalál felesége alvókapszulájára. Azonban eszébe jut, hogy a nő nem volt hajlandó vele tartani az útra, ezért a Földön lelte halálát. Bowerék elérik a reaktort és a tizedesnek sikerül azt újraindítania, mialatt Manh elcsalogatja onnan a szerkezet körül hemzsegő mutánsokat. Manh megküzd a lények vezérével és súlyos sebeket szerezve megöli őt, de annak gyermeke ezután orvul végez vele.
Payton nyugtatót készít elő az egyre ingerültebb Gallo számára. Miközben összeverekednek, kiderül a megdöbbentő igazság: Gallo csupán hallucináció és Payton valójában Gallo. A valódi Paytont a Föld megsemmisülése miatt pandorumban szenvedő Gallo sok évvel korábban megölte. Payton alvókapszulájába beszállva tévesen azt hitte, ő maga Payton, miután emlékezetkieséssel ébredt fel. Leland eljut Paytonhoz, aki megöli őt. Bower és Nadia kérdőre vonják a hadnagyot, ő válaszul elhúzza az űrhajó ablakait fedő redőnyt: a kilátás alapján az űrhajó a világűr mélyén tartózkodik. Gallo azt bizonygatja az őrület határán lévő Bowernek, hogy fenn kell tartaniuk a már meglévő erőszakos társadalmat, nem pedig feléleszteni a régit.
Nadia biolumineszcens mélytengeri élőlényeket vesz észre, a fedélzeti komputer szerint 923 év telt el a küldetés kezdete óta. Az űrhajó 800 éve érte el a Tanist és annak óceánjában landolt. Mutánsok támadását hallucinálva Bower betöri az ablakot, Nadiával egy alvókapszulába menekülnek a beáramló víz elől. Az incidens miatt beindul egy vészhelyzeti protokoll, amely a felszínre evakuálja az épen megmaradt 1211 kapszulát. Gallo és a mutánsok vízbe fulladnak, Bower és Nadia a többi utazóval együtt eléri a felszínt, egy kies tengerpart mellett bukkanva fel a vízből.

## Szereplők
| Szerep                                 | Színész             | Magyar hang     |
| -------------------------------------- | ------------------- | --------------- |
| Payton hadnagy / idősebb Gallo tizedes | Dennis Quaid        | Kőszegi Ákos    |
| fiatalabb Gallo tizedes                | Cam Gigandet        | Hamvas Dániel   |
| Bower tizedes                          | Ben Foster          | Zámbori Soma    |
| Nadia                                  | Antje Traue         | Szávai Viktória |
| Manh                                   | Cung Le             | eredeti nyelven |
| Leland                                 | Eddie Rouse         | Törköly Levente |
| vadászok vezetője                      | André Hennicke      |                 |
| Shepard                                | Norman Reedus       | Welker Gábor    |
| Bower apja                             | Wotan Wilke Möhring |                 |

## Fogadtatás

### Bevételi adatok
A Pandorum a bemutató hétvégéjén a 6. helyen nyitott az amerikai mozikban. 33 millió dolláros költségvetés mellett csupán 20,6 milliós bevételt ért el, így anyagi bukás lett. A filmet forgalmazó Overture Films cég a következő évben csődöt jelentett.

### Kritikai visszhang
A Rotten Tomatoes 88 kritikus véleménye alapján 27%-ra értékelte a filmet. A szöveges összefoglaló szerint „habár a sci-fi rajongók számára bizonyos mértékig kielégítő lehet, a Pandorum túlírt, sablonos cselekménye végül mégiscsak az űrben sodródva hagyja a filmet.”

## A film zenéje
Számlista:
1. "All That Is Left of Us" (2:43)
2. "Pandorum" (3:58)
3. "Anti Riot" (4:17)
4. "Shape" (2:03)
5. "Hunting Party" (2:48)
6. "Kulzer Complex" (4:40)
7. "Tanis Probe Broadcast" (2:01)
8. "Scars" (2:20)
9. "Fucking Solidarity" (3:28)
10. "Gallo's Birth" (2:22)
11. "Biolab Attack" (2:25)
12. "Kanyrna" (3:22)
13. "The Stars All Look Alike" (4:32)
14. "Boom" (3:55)
15. "Reactor" (4:08)
16. "Skin on Skin" (3:21)
17. "Fight Fight Fight" (2:56)
18. "Bower's Trip" (7:51)
19. "Discovery / End Credits" (7:55)

## Fordítás
- Ez a szócikk részben vagy egészben  a   Pandorum című angol Wikipédia-szócikk ezen változatának fordításán alapul.  Az eredeti cikk szerkesztőit annak laptörténete sorolja fel. Ez a jelzés csupán a megfogalmazás eredetét és a szerzői jogokat jelzi, nem szolgál a cikkben szereplő információk forrásmegjelöléseként.